# Előétel

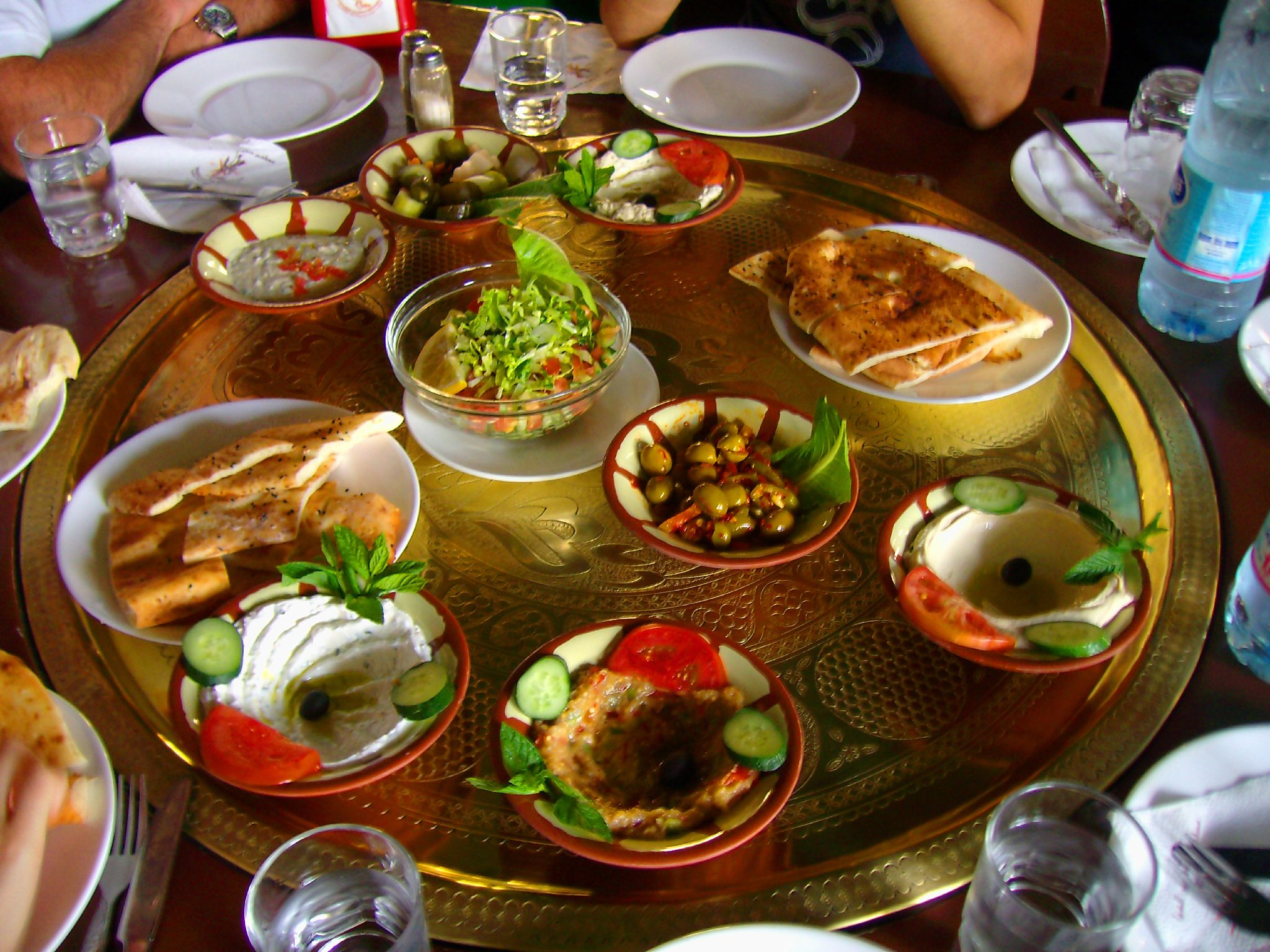
Meze: az arab és török konyha előételeinek összefoglaló neve

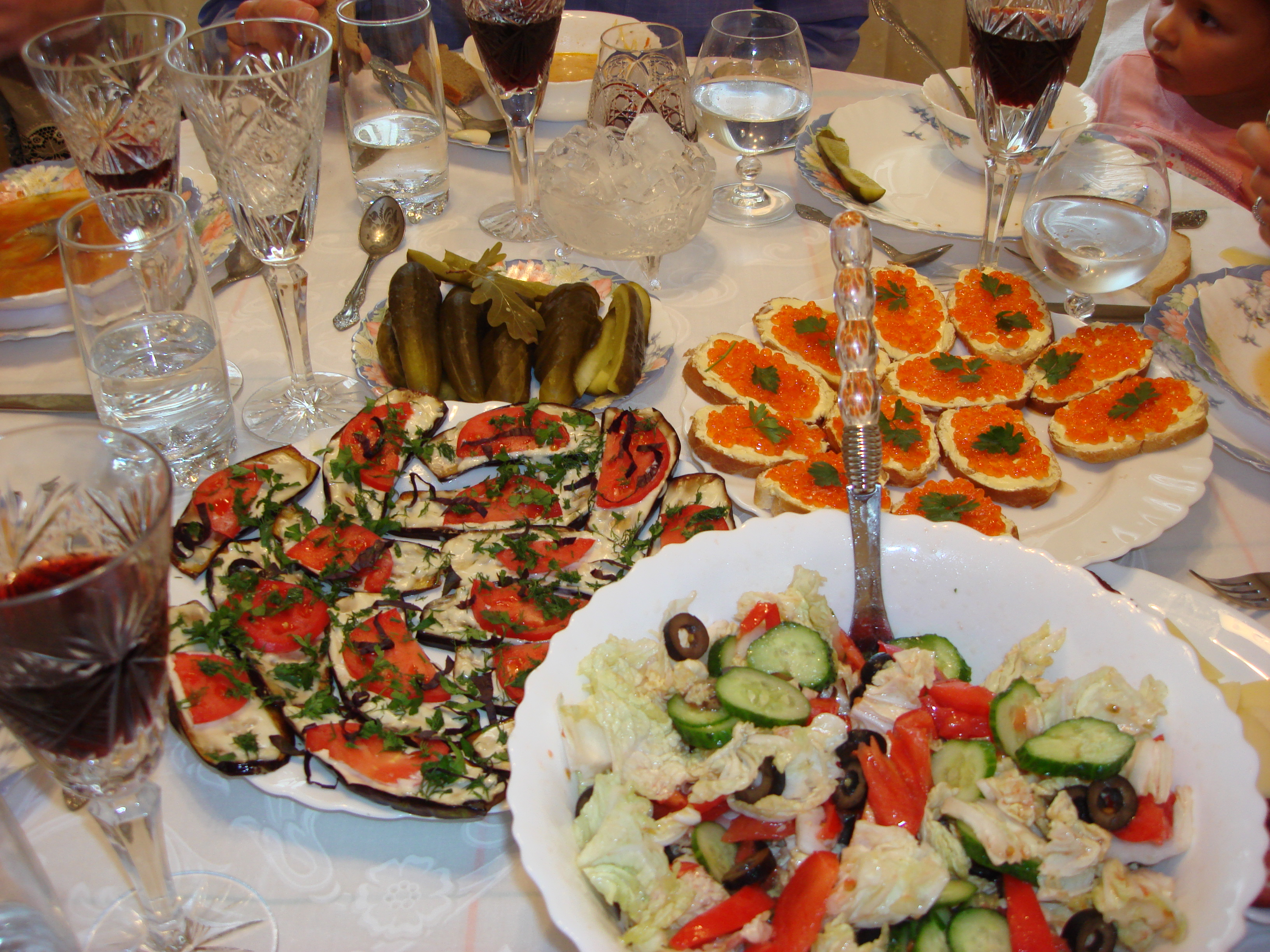
Zakuszki: orosz előételek

Az előétel az étkezés elején fogyasztott kisebb étvágygerjesztő fogás. 
Az előétel, mint állandó fogás valószínűleg a reneszánsz kori Franciaországban és Itáliában keletkezett, ahol divatba jött az étkezést hideg büfével kezdeni (és befejezni). Francia neve Hors d'œuvre, olasz neve pedig antipasto (szó szerint „az étkezés előtt”).

## Előételek a magyar konyhában
Bármilyen könnyen emészthető, étvágy felkeltő ételből lehet előétel, melyet általában kisebb adagokban tálalnak, mint a főételeket. Általában csak az ünnepi asztalon, vagy az éttermek kínálatában szerepelnek ezek a fogások, pedig egy-egy étkezést sokkal színesebbé, változatosabbá tehetünk - egy étvágygerjesztően feltálalt előétellel.
Az előételek különösen alkalmasak arra, hogy egyedi finomságokkal tarkítsuk az ételsort, de egy-egy drágább, különlegesebb, ínycsiklandozó falatot csempésszünk a menübe. Alapanyagként használt igen költséges hozzávalókat, a kisebb mennyiség miatt, viszonylag „olcsón” megúszhatjuk.
Vannak olyan előételek, amelyek már előre elkészíthetők, mások a kis adagok miatt nagyon gyorsan elkészíthetők. Nem csak a választékot növeljük ezzel, hanem megteremtjük a családi, baráti étkezések hangulatát is.

## Feladata
Az előételek feladata az étvágy felkeltése, ezért csak kisebb adagokban tálaljuk. Figyeljünk a fűszerezésre, mert egy erőteljes ízű fogás ingerelheti a nyálkahártyát, hamar teltségérzetet okoz, így ellenkező hatást érünk el vele.
Figyeljünk arra is, hogy a felszolgált előétel ne legyen a főételhez hasonló jellegű.  Ha nehezebb, húsos főfogást tálalunk, célszerű könnyebb, zöldséges falatokat, vagy salátát felszolgálni bevezetőként.

## Ízvilág
Általában a tálalás hőmérséklete alapján szoktuk csoportosítani az előételeket, hideg és meleg előételekről beszélünk, azonban a kiválasztásánál ne ez legyen a fő szempont, hanem az, hogy harmonizáljon a menü többi fogásával.
Nagyon sokféle hozzávalót felhasználhatunk elkészítésükhöz: többek között tészták, húsok, belsőségek, húskészítmények, halak, rákok, kagylók, sajtok, tojás valamint zöldségek és gyümölcsök szolgálhatnak alapanyagul. Az előételek között számon tartott fogások, akár főfogásként, vagy más ételcsoportban (pl. sós pudingok, csőben sültek, tészták) is szerepelhetnek. A különféle töltött zöldségek, felfújtak, kocsonyák, pástétomok, húsos és zöldséges fánkok, palacsinták vagy rétesek szintúgy közéjük tartoznak, mint a töltött gyümölcsök és zöldségek, a saláták, valamint a szendvicsek.

## Előételek más kultúrákban

### Olasz konyha
Az olasz konyhában az alábbi meleg és hideg ételek számítanak előételnek:
- Bresaola – szárított marhasonka
- Carpaccio – hajszálvékony marhafilészeletek reszelt parmezánnal, olívaolajjal és bazsalikomolajjal
- Caprese – Mozzarella paradicsomszeleteken friss bazsalikomlevelekkel
- Mozzarella szárított paradicsommal
- Peperonata – sült vagy főtt paprika olívaolajjal, citrommal és fokhagymával
- Vitello tonnato –  főtt és felvágott borjúhús tonhalszósszal
- Bruschetta – pirított kenyér kockára vágott paradicsommal vagy olíva-, illetve májpástétommal
- Antipasto all'italiana – felvágott tál pármai sonkával, szalámival, főttsonkával, füstölt hússal
- Prosciutto e melone – pármai sonka sárgadinnyével
- Frutti di mare – tenger gyümölcsei
- Sarde in saòr – pácolt szardínia
- Tonno affumicato – füstölt tonhal

### Arab és török konyha
Az arab és török konyhában az előétel neve meze. A török konyhában mezeként fogyasztható az olajbogyó, a cacık (tzatziki), a köfte (fasírt-féleség), a haydari (fokhagymás joghurtos saláta), a pilaki (bab, fokhagyma, olíva olaj), a börek (vékony tésztarétegekből készült étel hús, sajt vagy zöldség töltelékkel), a kısır (apróra tört bulgur különféle fűszerekkel és zöldségekkel keverve), a Dolma (rizzsel vagy hússal töltött szőlőlevél, padlizsán vagy paprika), humusz (szezám mag, csicseriborsó, fokhagyma, olívaolaj és citromlé), tenger gyümölcsei stb. Vidéken közkedvelt meze a gözleme, melynek sült tésztája lisztből, vízből és sóból készül, és többféle töltelékkel fogyasztható: spenóttal, sajttal, hússal, burgonyával.

### Orosz konyha
Az orosz konyhaművészetben az előétel neve zakuszka, melynek szó szerinti jelentése harapnivaló.

### Ázsiai konyha
- pancshan, a koreai előételek és mellékfogások összefoglaló neve
- Tím szam, a kínai étel, kis adagokban felszolgált, hideg vagy meleg harapnivaló